# Cleveland County, Arkansas
Cleveland County är ett county i delstaten Arkansas, USA. År 2000 hade countyt 8 571 invånare. Administrativ huvudort (county seat) är Rison.
Countyt hette ursprungligen Dorsey County efter senator Stephen Wallace Dorsey. Det nya namnet fick countyt 1885 efter USA:s president Grover Cleveland.
Countrylegenden Johnny Cash föddes i Cleveland County.

## Geografi
Enligt United States Census Bureau har countyt en total area på 1 551 km². 1 549 km² av den arean är land och 3 km²  är vatten.

### Angränsande countyn
- Grant County  & Jefferson County  - nord
- Lincoln County  - öst
- Drew County  - sydöst
- Bradley County  - syd
- Calhoun County  - sydväst
- Dallas County  - väst